# Uông Hải Giang
Uông Hải Giang (tiếng Trung giản thể: 汪海江, bính âm Hán ngữ: Wāng Hǎi Jiāng, sinh tháng 7 năm 1963, người Hán) là tướng lĩnh Quân Giải phóng Nhân dân Trung Quốc. Ông là Thượng tướng Quân Giải phóng Nhân dân Trung Quốc, Ủy viên Ủy ban Trung ương Đảng Cộng sản Trung Quốc khóa XX, hiện là Tư lệnh Chiến khu Tây Bộ. Ông nguyên là Tư lệnh Quân khu Tân Cương; Tư lệnh, Phó Tư lệnh Quân khu Tây Tạng.
Uông Hải Giang là đảng viên Đảng Cộng sản Trung Quốc, ông nhập ngũ từ năm 15 tuổi, có sự nghiệp quân đội lâu dài ở các tỉnh biên giới Cam Túc, Tân Cương, Tây Tạng.

## Xuất thân và giáo dục
Uông Hải Giang sinh tháng 7 năm 1963 tại huyện An Nhạc, địa cấp thị Tư Dương, tỉnh Tứ Xuyên, Cộng hòa Nhân dân Trung Hoa. Năm 1977, sau 10 năm gián đoạn của hệ thống giáo dục bởi Đại Cách mạng Văn hóa vô sản, kỳ thi tuyển sinh đại học được mở trở lại, và ông tham dự kỳ thi này, trở thành một trong những học viên thế hệ đầu tiên trường quân sự giai đoạn mới. Sau đó, quá trình học tập của ông gián đoạn, tham gia sự nghiệp trong quân đội.

## Sự nghiệp

### Các thời kỳ
Tháng 2 năm 1979, Uông Hải Giang cùng các học viên trường quân sự nhập ngũ khi 15 tuổi, tham gia Chiến tranh biên giới Việt–Trung với vị trí là đại đội trưởng của quân tiên phong tấn công Việt Nam. Sau chiến tranh, ông trở về công tác ở Lan Châu, là thư ký của Tư lệnh Quân khu Lan Châu Lý Can Nguyên rồi Quân khu Thành Đô. Năm 1997, ông được điều động tới Tập đoàn quân 31 (nay là Tập đoàn quân 76 của Lục quân Chiến khu Tây Bộ), nhậm chức Trung đoàn trưởng Trung đoàn 181 của Sư đoàn 61. Ông công tác ở đơn vị này 10 năm, lần lượt là Phó Sư đoàn trưởng rồi Sư đoàn trưởng Sư đoàn 61 vào tháng 10 năm 2007.
Tháng 1 năm 2013, Uông Hải Giang được bổ nhiệm làm Phó Tư lệnh Quân khu Nam Tân Cương, được phong quân hàm Thiếu tướng vào tháng 12 cùng năm. Đầu năm 2016, ông được điều chuyển làm Phó Tư lệnh Quân khu Tây Tạng. Ở vị trí này, ông nhận nhiệm vụ chỉ huy phòng thủ biên giới khu tự trị Tây Tạng, thường xuyên cư trú và công tác trên vùng cao nguyên độ cao trên 4.000 m. Ông là Đại biểu Nhân Đại Trung Quốc khóa XIII. Tháng 12 năm 2019, ông được thăng chức làm Tư lệnh Quân khu Tây Tạng, đồng thời phong hàm Trung tướng. Đến tháng 3 năm 2021, ông được điều về Tân Cương, nhậm chức Tư lệnh Quân khu Tân Cương.

### Chiến khu
Tháng 8 năm 2021, Quân ủy Trung ương quyết định bổ nhiệm Uông Hải Giang làm Tư lệnh Chiến khu Tây Bộ, ông nhận chức vụ này và phối hợp cùng Chính ủy Lý Phượng Bưu. Ngày 6 tháng 9 cùng năm, ông được nhà lãnh đạo Tập Cận Bình phong quân hàm Thượng tướng. Giai đoạn đầu năm 2022, ông được bầu làm đại biểu tham gia Đại hội Đảng Cộng sản Trung Quốc lần thứ XX từ đoàn Quân Giải phóng và Vũ cảnh. Trong quá trình bầu cử tại đại hội, ông được bầu làm Ủy viên Ủy ban Trung ương Đảng Cộng sản Trung Quốc khóa XX.

## Lịch sử thụ phong quân hàm
| Quân hàm |             |             | Thượng tướng |  |  |  |  |  |  |  |  |
| Cấp bậc  | Thiếu tướng | Trung tướng | Thượng tướng |  |  |  |  |  |  |  |  |
|          |             |             |              |  |  |  |  |  |  |  |  |